# Tatjana Gennadjewna Rwatschewa
Tatjana Gennadjewna Rwatschewa (russisch Татья́на Генна́дьевна Рвачева; * 26. November 1986 in Lytkarino als Tatjana Gennadjewna Koslowa) ist eine russische Ski-Orientierungsläuferin.
Als fünffache Junioren-Weltmeisterin debütierte Rwatschewa 2007 bei den Weltmeisterschaften der Aktiven und erreichte dabei die Platzierungen fünf und sechs im Lang- und Mitteldistanzrennen sowie einen dritten Platz im Sprint. 2008 wurde sie Vizeeuropameisterin im Sprint. Bei den Europameisterschaften 2011 gewann sie die Bronzemedaillen über die Mittel- und die Langdistanz. Bei den Weltmeisterschaften in Schweden Ende März wurde sie hinter der Schwedin Helene Söderlund Vizeweltmeisterin auf der Langdistanz. In der Staffel mit Aljona Trapeznikowa und Polina Maltschikowa gewann sie ihren ersten WM-Titel. Mit der russischen Staffel gewann sie auch die folgenden EM-Staffelrennen 2012 und 2013 sowie 2013 erneut bei den Weltmeisterschaften. Bei den Europameisterschaften 2013 gewann sie mit Gold im Sprint und über die Langdistanz ihre ersten Einzeltitel. Die Weltmeisterschaften im gleichen Jahr verließ sie neben der Goldmedaille mit der Staffel auch mit zwei Silbermedaillen, die sie hinter ihrer Landsfrau Anastasija Krawtschenko bzw. der Finnin Mervi Pesu über die Mittel- und Langdistanz gewann. Zudem wurde sie hinter der Schwedin Tove Alexandersson und Pesu Dritte im Sprint.
Als Juniorin startete sie auch erfolgreich im Orientierungslauf zu Fuß und gewann 2006 in Litauen mit der russischen Staffel den WM-Titel der Juniorinnen. Über die Langdistanz wurde sie Fünfte. Am 28. September 2013 heiratete sie Nikita Rwatschewa und nahm den Nachnamen ihres Mannes an.

## Platzierungen
Weltmeisterschaften: (2 × Gold, 3 × Silber, 2 × Bronze)
- 2007: 3. Platz Sprint, 6. Platz Mittel, 5. Platz Lang
- 2009: 4. Platz Sprint, 15. Platz Lang
- 2011: 4. Platz Sprint, 11. Platz Mittel, 2. Platz Lang, 1. Platz Staffel
- 2013: 3. Platz Sprint, 2. Platz Mittel, 2. Platz Lang, 1. Platz Staffel

Europameisterschaften: (4 × Gold, 1 × Silber, 3 × Bronze)
- 2008: 2. Platz Sprint, 8. Platz Mittel, 10. Platz Lang
- 2011: 6. Platz Sprint, 3. Platz Mittel, 3. Platz Lang
- 2012: 4. Platz Sprint, Mittel dsq., 3. Platz Lang, 1. Platz Staffel
- 2013: 1. Platz Sprint, 6. Platz Mittel, 1. Platz Lang, 1. Platz Staffel